# HBIS Group
HBIS Group, anciennement Hebei Iron and Steel, est une entreprise sidérurgique chinoise. 

## Histoire
L'entreprise a été créée en 2008, par la fusion de Tangsteel et de Hansteel.
En 2011, Hebei Iron and Steel est le deuxième plus grand producteur d'acier au monde. 
En avril 2016, Hebei Iron and Steel annonce l'acquisition d'une usine sidérurgique en Serbie de Zelezara Smederevo pour 46 millions d'euros, en annonçant un investissement total de 300 millions d'euros dans cette usine pour augmenter sa production.